# فرانك ماكلولين (لاعب كرة قاعدة)
فرانك ماكلولين (بالإنجليزية: Frank McLaughlin)‏ هو لاعب كرة قاعدة أمريكي، ولد في 19 يونيو 1856 في لوويل في الولايات المتحدة، وتوفي بنفس المكان في 5 أبريل 1917.

## وصلات خارجية
- فرانك ماكلولين على موقعبيزبول رفرنس.كوم (الدوري الرئيسي) (الإنجليزية)
- فرانك ماكلولين على موقعبيزبول رفرنس.كوم (الدوري الثانوي) (الإنجليزية)